# Järkö naturreservat
Järkö är en ö och ett naturreservat i Karlskrona kommun i Blekinge län.
Reservatet är ett naturskyddat område sedan 1975 och är 124 hektar stort. Det är beläget i skärgården sydöst om Karlskrona och omfattar ön Järkö med omgivande vatten, frånräknat privatbebyggelsen kring viken Järkö mad.
Området består mest av hällmarker, ljung och enbuskhedar, lövskogsdungar, kärr samt öppna betesmarker. Ön har under århundraden utnyttjats för bete och slåtter. Det finn även ett delvis välbevarat odlingslandskap med stenmurar, rösen och diken.
Naturreservatet ingår i EU:s ekologiska nätverk, Natura 2000.
Järkö eller Jerkö som har en yta på 44 hektar har efter gammalt tillhört kronan och utnyttjats som fiskeläge. Vid mitten av 1800-talet arrenderades ön ut till en familj som bosatte sig här som jordbrukare och fiskare. Den såldes på 1880-talet till tre bönder på Sturkö. Ön genomgick laga skifte 1906. På 1930-talet upphörde åkerbruk och slåtter på ön, och därefter avflyttade öns familjer en efter en, den sista 1960. Under de sista åren var fruktodling den främsta näringen. På 1970-talet blev ön åter övergiven men återbefolkades 1991. 2012 fanns en fastboende på ön.